# Самплеїт

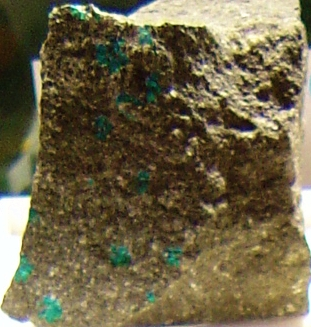
Самплеїт

Самплеїт (англ. sampleit; нім. Sampleit) — мінерал, водний хлоридофосфат кальцію, натрію та міді.
Названий за прізвищем чилійського дослідника М.Семпла (M.Sample), C.S.Hurlbut, 1942. Син. — семплеїт.

## Загальний опис
Хімічна формула: CaNaCu5[Cl(PO4)4]. Містить (%): CaO — 6,33; Na2O — 3,5; CuO — 44,89; Cl — 3,99; P2O5 — 32,03; H2O — 10,16.
Сингонія ромбічна. Ромбо-дипірамідальний вид. Утворює тонкі видовжені і пластинчасті кристали. Спайність досконала по (010), добра по (100) і (001). Густина 3,2. Твердість 5,0. Колір синій, синювато-зелений. Знайдений у серицитизованих породах родовища Чукікамата (Чилі). Рідкісний.